# Medialândia (Zimbábue)
Medialândia, ou Midlands, é uma província do Zimbábue. Sua capital é a cidade de Gweru.

## Distritos
- Chirumhanzu
- Gokwe North
- Gokwe South
- Gweru
- Kwekwe
- Mberengwa
- Shurugwi
- Zvishavane